# Вила Санта Лучија дељи Абруци
Вила Санта Лучија дељи Абруци (итал. Villa Santa Lucia degli Abruzzi) је насеље у Италији у округу Л'Аквила, региону Абруцо.
Према процени из 2011. у насељу је живело 159 становника. Насеље се налази на надморској висини од 872 м.

## Становништво
| 1931. | 1936. | 1951. | 1961. | 1971. | 1981. | 1991. | 2001. | 2011. |
| ----- | ----- | ----- | ----- | ----- | ----- | ----- | ----- | ----- |
| 1.693 | 1.554 | 1.251 | 894   | 574   | 424   | 305   | 206   | 141   |